# Campeonato Brasileiro Série B 2013
Die Campeonato Brasileiro Série B 2013 war die 32. Spielzeit der zweiten Fußballliga Brasiliens.
Der Wettbewerb startete am 24. Mai 2013 in seine Saison und endete am 30. November 2013. Die Meisterschaft wurde vom nationalen Verband CBF ausgerichtet. Der mehrfache Meister der Série A SE Palmeiras konnte zum Ende der Saison das zweite Mal die Meisterschaft und den direkten Wiederaufstieg feiern.

## Teilnehmer
Die Teilnehmer waren:
| Bundesstaat         | Klub                  | Qualifikation    | Ergebnis |
| ------------------- | --------------------- | ---------------- | -------- |
| Alagoas             | AS Arapiraquense      | 13. Série B 2012 | 20. ▼    |
| Ceará               | Ceará SC              | 11. Série B 2012 | 7.       |
| Ceará               | ADRC Icasa            | 2. Série C 2012  | 5.       |
| Goiás               | Atlético Goianiense   | 19. Série A 2012 | 16.      |
| Minas Gerais        | América Mineiro       | 8. Série B 2012  | 9.       |
| Minas Gerais        | Boa EC                | 15. Série B 2012 | 11.      |
| Pará                | Paysandu SC           | 4. Série B 2012  | 18. ▼    |
| Paraná              | Paraná Clube          | 10. Série B 2012 | 8.       |
| Pernambuco          | Sport Recife          | 17. Série A 2012 | 3. ▲     |
| Rio Grande do Norte | ABC Natal             | 12. Série B 2012 | 14.      |
| Rio Grande do Norte | América FC (RN)       | 9. Série C 2012  | 13.      |
| Santa Catarina      | Avaí FC               | 7. Série B 2012  | 10.      |
| Santa Catarina      | Chapecoense           | 3. Série C 2012  | 2. ▲     |
| Santa Catarina      | Figueirense FC        | 20. Série A 2012 | 4. ▲     |
| Santa Catarina      | Joinville EC          | 6. Série B 2012  | 6.       |
| São Paulo           | CA Bragantino         | 14. Série B 2012 | 12.      |
| São Paulo           | Guaratinguetá Futebol | 16. Série B 2012 | 17. ▼    |
| São Paulo           | Oeste FC              | 1. Série C 2012  | 15.      |
| São Paulo           | SE Palmeiras          | 18. Série A 2012 | 1. ▲     |
| São Paulo           | AD São Caetano        | 5. Série B 2012  | 19. ▼    |

## Saisonverlauf
Die vier Besten stiegen in die erste Liga 2014 auf. Die vier schlechtesten stiegen in die Série C 2014 ab.
Nach dem sechsten Spieltag wurde der Spielbetrieb während der Austragung des FIFA-Konföderationen-Pokals 2013 unterbrochen.

## Tabelle
| Pl. | Verein                  | Sp. | S  | U  | N  | Tore    | Diff. | Punkte |
| --- | ----------------------- | --- | -- | -- | -- | ------- | ----- | ------ |
| 1.  | SE Palmeiras (A)        | 38  | 24 | 7  | 7  | 071:280 | +43   | 79     |
| 2.  | Chapecoense (C)         | 38  | 20 | 12 | 6  | 060:310 | +29   | 72     |
| 3.  | Sport Recife (A)        | 38  | 20 | 3  | 15 | 064:560 | +8    | 63     |
| 4.  | Figueirense FC (A)      | 38  | 18 | 6  | 14 | 063:520 | +11   | 60     |
| 5.  | ADRC Icasa (C)          | 38  | 18 | 5  | 15 | 050:540 | −4    | 59     |
| 6.  | Joinville EC            | 38  | 17 | 8  | 13 | 058:440 | +14   | 59     |
| 7.  | Ceará SC                | 38  | 16 | 11 | 11 | 060:500 | +10   | 59     |
| 8.  | Paraná Clube            | 38  | 16 | 9  | 13 | 055:390 | +16   | 57     |
| 9.  | América Mineiro         | 38  | 15 | 15 | 8  | 051:420 | +9    | 60     |
| 10. | Avaí FC                 | 38  | 16 | 8  | 14 | 049:460 | +3    | 56     |
| 11. | Boa EC                  | 38  | 13 | 11 | 14 | 033:460 | −13   | 50     |
| 12. | CA Bragantino           | 38  | 13 | 8  | 17 | 037:430 | −6    | 47     |
| 13. | América FC (RN)         | 38  | 11 | 14 | 13 | 048:560 | −8    | 47     |
| 14. | ABC Natal               | 38  | 13 | 7  | 18 | 045:580 | −13   | 46     |
| 15. | Oeste FC (C)            | 38  | 11 | 13 | 14 | 044:580 | −14   | 46     |
| 16. | Atlético Goianiense (A) | 38  | 12 | 8  | 18 | 042:510 | −9    | 44     |
| 17. | Guaratinguetá Futebol   | 38  | 11 | 8  | 19 | 042:540 | −12   | 41     |
| 18. | Paysandu SC (C)         | 38  | 10 | 10 | 18 | 040:560 | −16   | 40     |
| 19. | AD São Caetano          | 38  | 9  | 9  | 20 | 045:590 | −14   | 36     |
| 20. | AS Arapiraquense        | 38  | 11 | 2  | 25 | 041:750 | −34   | 35     |

| (A) | Absteiger aus Série A 2012  |
| (C) | Aufsteiger aus Série C 2012 |

## Torschützenliste
| Pl. | Nat.        | Spieler        | Klub                | Tore |
| --- | ----------- | -------------- | ------------------- | ---- |
| 1   | Brasilianer | Bruno Rangel   | Chapecoense         | 31   |
| 2   | Brasilianer | Marcos Aurélio | Sport Recife        | 22   |
| 3   | Brasilianer | Magno Alves    | Ceará SC            | 20   |
| 4   | Brasilianer | Rafael Costa   | Figueirense FC      | 14   |
|     | Brasilianer | Alan Kardec    | Palmeiras São Paulo | 14   |
|     | Brasilianer | Lima           | Joinville EC        | 14   |
|     | Brasilianer | Rodrigo Silva  | ABC Natal           | 14   |
| 8   | Brasilianer | Leandro        | Palmeiras São Paulo | 13   |
| 9   | Brasilianer | Lincom         | CA Bragantino       | 12   |
|     | Brasilianer | Lúcio Maranhão | AS Arapiraquense    | 12   |